# Manuel Uribarri
Manuel Uribarri Barutell (Burjasot, Valencia, 23 de noviembre de 1896 -Veracruz, México, 6 de octubre de 1962), también nombrado como Manuel Uribarry, fue un militar español y oficial de la Guardia Civil, notable por su intervención en la guerra civil española en el bando republicano.

## Biografía
Al estallar la Guerra Civil, Uribarri era capitán de la Guardia Civil. También pertenecía a la masonería, a la Unión Militar Republicana Antifascista y al PSOE. El 19 de julio de 1936, Uribarri fue nombrado comandante militar del comité de huelga creado por las organizaciones obreras de Valencia, que habían declarado la huelga general. Como tal, fue el responsable de organizar e instruir a las milicias de Valencia.
A principios de agosto, Uribarri organizó una columna de unos trescientos milicianos, guardias civiles, de asalto y carabineros, para colaborar con la columna organizada por el capitán Alberto Bayo desde Barcelona para tomar la isla de Mallorca. La expedición salió de Valencia el 7 de agosto. Antes del fracaso del desembarco en la mayor de las Islas Baleares, la columna Uribarri tomó Formentera y colaboró en la toma de Ibiza. Sin embargo, la falta de entendimiento entre Bayo y Uribarri acerca de quién estaba al mando de la expedición hizo que este último volviese a Valencia, acusando a Bayo de haber asumido funciones que no le eran propias en nombre de la Generalidad de Cataluña. Tras estos hechos, Uribarri luchó en diversos frentes de guerra llegando a teniente coronel. El primero de ellos fue el de Extremadura, al mando de la «columna fantasma», sin que su participación fuese capaz de frenar al ejército de África, que se situó a las puertas de Talavera. Posteriormente la Columna «fantasma» fue integrada en la 46.ª Brigada Mixta, adscrita a la 9.ª División del II Cuerpo de Ejército y su primer comandante fue el mismo Uribarri. Fue relevado unos meses después de su puesto por el mayor de milicias Recaredo Alós García. 
A principios de 1938 fue nombrado jefe del Servicio de Información Militar (SIM) por el ministro de Defensa, Indalecio Prieto. Sin embargo, el 22 de abril de dicho año huyó a Francia, alegando diferencias irreconciliables con el presidente del gobierno, Juan Negrín, y con los comunistas. De ahí pasó a Cuba donde colaboró en diversas organizaciones del exilio republicano, entre ellas, en la década de 1950, la Agrupación Socialista Española en Cuba. Azaña señaló en sus memorias que Uribarri se habría apropiado de dinero antes de fugarse a Perpiñán. Lo mismo indicó el general Rojo. En su momento, la embajada de la República Española en Cuba también le acusó de desertor y de haberse apropiado de fondos. Sin embargo, Jorge Domingo, en su obra sobre el exilio republicano en Cuba, afirma que dichas acusaciones no serían ciertas, de lo que daría prueba las dificultades económicas que vivió en Cuba, su aceptación en las organizaciones del exilio republicano y sus contactos con Gordón Ordás e Indalecio Prieto cuando estos visitaron la isla. Las acusaciones serían más bien fruto de su carácter arrogante y de una campaña comunista ante sus acusaciones contra ellos.
Manuel Uribarri murió el 6 de octubre de 1962 en la pobreza en el exilio.

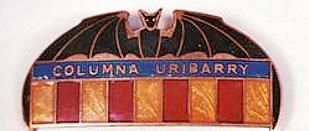
Insignia de la Columna Uribarri, basada en el escudo del Valencia CF.

## Escritos
Durante su exilio, Uribarri escribió varios libros describiendo sus experiencias en la Guerra Civil y pretendiendo exculparse de las acusaciones que a su desempeño al frente del SIM había hecho Negrín: 
- La quinta columna española. Revelaciones sensacionales. Tomo I (1943),
- La quinta columna española. El SIM de la República. Tomo II (1943)
- El triunfo de la traición. El documento más sensacional y enérgico contra la política de apaciguamiento (1945).

En ellos, se mostraba igualmente contrario al golpe militar que desencadenó la Guerra Civil y a la participación comunista, incluyendo también información acerca de sus acciones al mando del servicio de seguridad republicano.